# Heinrich Suso Groner
Heinrich Suso Groner OCist (* 14. Dezember 1895 in Tomerdingen; † 7. August 1968) war Zisterzienser und Abt der Gefreiten Abtei Wettingen-Mehrerau. 

## Leben und Wirken
Groner wurde als Sohn des Rößlewirts Josef Groner und seiner Ehefrau Anna geb. Linder in Tomerdingen bei Ulm geboren. Seine Eltern gaben ihm den Namen Lorenz. 
Er besuchte die Internatsschulen der Benediktiner in Maria Einsiedeln, der Zisterzienser in Bregenz-Mehrerau und der Jesuiten in Feldkirch (Kolleg Stella Matutina), wo er 1914 die Reifeprüfung ablegte. Am 21. September 1915 trat er als Frater Heinrich Suso in die Zisterzienserabtei Mehrerau bei Bregenz ein. Dort nahm er sogleich das Studium der Philosophie und Theologie auf. Kurz vor Ende des Ersten Weltkriegs, am 16. Mai 1918, wurde er noch zum Landsturm eingezogen.
Nach Kriegsende studierte er in Innsbruck Mathematik und Physik, wurde dort am Canisianum am 21. März 1920 zum Priester geweiht und promovierte am 8. Juli 1923 zum Doktor der Philosophie mit einer Arbeit über die innere Reibung zylinderförmiger Luftwellen. Nebenher erwarb er die Lehrbefugnis für Leibesübungen an Gymnasien. Nach Abschluss seines Studiums in Innsbruck kehrte er in den Konvent zurück und unterrichtete am Privatgymnasium der Zisterzienser, dem Collegium Bernardi, in den Fächern Mathematik, Physik und Turnen. Mit dem Einmarsch der Nazis in Österreich 1938 wurde die Schule durch die Gestapo geschlossen und das Kloster aufgelöst. Der amtierende Abt, Kassian Haid, dessen Nachfolger er als Coadiutor cum iure successionis 1949 wurde, schickte ihn als Spiritual in das Zisterzienserinnenkloster Baden-Baden-Lichtenthal, das er bis 1946 betreute. Am 2. Oktober 1949 wurde Heinrich durch den Salzburger Fürsterzbischof Andreas Rohracher unter Mithilfe der Äbte Benno Gut (Einsiedeln) und Idesbald Eicheler (Marienstatt) zum Abt geweiht. Getreu seinem Wahlspruch In caritate Dei et patientia Christi („In der Liebe Gottes und der Geduld Christi“) organisierte er den Neuanfang nach dem Krieg, unterrichtete am wiedereröffneten Gymnasium und nahm als Abbas nullius (Gebietsabt) am Zweiten Vatikanischen Konzil in Rom teil.
Nach schwerer Krankheit verstarb er am 7. August 1968 und wurde auf eigenen Wunsch nicht in der Krypta seiner Klosterkirche, sondern auf dem Klosterfriedhof unter seinen Mitbrüdern beigesetzt.